# 宍戸元家
宍戸 元家（ししど もといえ）は、戦国時代の武将。安芸国国人宍戸氏の当主。父は常陸国宍戸氏の宍戸時宗か。五龍城主。

## 生涯
永享6年（1434年）、常陸宍戸氏の宍戸時宗（岩間時宗）の子として生まれたとされる。常陸宍戸氏出身とされる元家が安芸宍戸氏の当主に就任したいきさつについては以下のような伝承がある。

当主に就任成人後、諸国へ放浪し武者修行の旅を続けていた。その途中で縁戚である安芸宍戸氏の五龍城に立寄った。当時の安芸宍戸氏当主宍戸興家は暗君で、領民は悪政に苦しみ、家臣にも不満が広まっていた。元家の中に名君の資質を見抜いた宍戸氏の家臣は、興家に家督を元家へ譲るよう強要した。こうして、文明10年（1478年）、興家は家督は元家に譲り、安芸宍戸氏の当主に常陸宍戸氏の血が入ることになったのである。

しかし、この伝承を裏付ける史料は存在せず、また、元家以降の安芸宍戸氏の墓は現存するものの、元家以前の安芸宍戸氏の墓は現存していないことから、元家が宍戸氏の家督を簒奪したことを隠蔽するために、元家の治世以降に証拠となる歴代宍戸氏の墓地を破壊した可能性すら指摘されている。このことから、宍戸元家は常陸宍戸氏の系譜に連なる人物ではなく、安芸宍戸氏の庶流で家督を簒奪したが、自己の正当性を示すために自身を常陸宍戸氏の流れだと称した可能性も考えられている。
事実、末子の司箭院興仙（宍戸家俊）が明応3年（1494年）に細川政元に仕えており、次男の深瀬隆兼は末弟の興仙を養子とするほど年齢が離れている。興仙が仮に15歳で仕えたとしても、この頃に隆兼は30歳に近い年齢で生年は最低でも1465年頃となる。当然長男の元源はさらに年上であったはずである。しかし、元家が家督を継承したのは1478年で、しかも武者修行の旅の途中で安芸五龍城に寄ったことが継承のきっかけであったとされることに矛盾が生じてくるのである。この矛盾を解決するには、元家が武者修行に出る前に子を生す必要が生じる。
元家は近隣の諸豪族を切り従える一方、隣国備後国の国人三吉氏とも抗争し、勢力を広げた。文亀4年/永正元年（1504年）に家督を子の元源に譲り、自身は子の隆兼を連れて祝屋城に入り隠居した。永正6年（1509年）に死去、享年76歳。